# 北村行伸
北村 行伸（きたむら ゆきのぶ、1956年7月13日 - ）は、日本の経済学者。立正大学学長、一橋大学名誉教授、総務省統計委員長。一橋大学経済研究所前所長。専門は応用計量経済学、ミクロ計量経済学、金融・財政論、公共経済学。京都府出身。

## 略歴
- 1981年3月 - 慶應義塾大学経済学部 卒業[4][5]
- 1982年5月 - ペンシルベニア大学大学院修士課程 修了[4][5]
- 1987年1月 - オックスフォード大学助手[4]
- 1988年11月 - オックスフォード大学大学院博士課程 修了[5][4]
- 1988年12月 - 経済協力開発機構（OECD）エコノミスト[4]
- 1989年8月 - オックスフォード大学博士（経済学）（Ph.D.）[4][6]
- 1991年9月 - 日本銀行金融研究所研究員[4]
- 1992年4月 - 一橋大学経済研究所非常勤講師[4]
- 1995年4月 - 東京経済研究センター研究員[4]
- 1996年4月 - 慶應義塾大学大学院商学研究科客員助教授[4]
- 1999年4月 - 一橋大学経済研究所附属日本経済統計情報センター助教授、慶應義塾大学大学院商学研究科特任助教授[5][4]
- 2002年11月 - 一橋大学経済研究所附属社会科学統計情報研究センター教授、慶應義塾大学大学院商学研究科特任教授[5][4]
- 2008年10月 - 財務省財務総合政策研究所特別研究官[4]
- 2015年4月 - 一橋大学経済研究所長[5][4]
- 2017年 - 一橋大学経済研究所教授、京都大学経済研究所客員教授[5][4]
- 2019年11月 - 総務省統計委員会委員長[7]
- 2020年3月 - 一橋大学名誉教授[8]
- 2020年4月 - 立正大学経済学部経済学科教授
- 2021年4月 - 立正大学データサイエンス学部教授・学部長[9]
- 2025年4月 - 立正大学学長[10] [11]

## 著書

### 単著
- Quest for Good Money, Springer, 2022年11月
- 『パネルデータ分析』、一橋大学経済研究叢書 53、岩波書店、2005年2月
- 『ミクロ計量経済学入門』、日本評論社、2009年2月
- 『応用ミクロ計量経済学』、日本評論社、2010年2月
- 『経済学の巨人 危機と闘う』「第13章 ジョン・ロー」、2012年12月、日本経済新聞社 （日本経済新聞社（編））

### 共著
- （翁邦雄）『金融業と人口オーナス経済 高齢化社会における金融・経済のあり方』、日本評論社、2011年5月
- （宮崎毅）『税制改革のミクロ実証分析―家計経済からみた所得税・消費税』、一橋大学経済研究叢書61、岩波書店、2013年2月

### 主要論文
- 「財政赤字の政治経済学」、1993年12月、『金融研究』、第12巻 第4号、pp.79-97
- 「家計資産の増加とその要因」、1994年1月、『経済研究』、第45巻 第1号、pp.16-30（高山憲之、有田富美子との共著）
- 「国際比較研究へのパネルデータ分析の応用―Feldstein-Horiokaパラドックスの再検討―」1995年3月、『金融研究』、第14巻 第1号、pp.145-160　（藤木裕との共著）
- 「物価インデックス債と金融政策―実質金利と期待インフレ率を国債流通市場情報から導く手法とその応用―」1995年9月、『金融研究』、第14巻 第3号、pp.121-144
- 「コンセプチュアライゼーションが経済に与える影響のメカニズムに関する展望　経済史および経済学からの論点整理」1997年12月、『金融研究』、第16巻 第4号、pp.83-113
- 「サプライ・サイド情報を利用した消費に基づく資産価格モデルの推計」1997年12月、『金融研究』、第16巻 第4号、pp.137-154.(藤木裕との共著)
- 「貨幣の最適な発行単位の選択について」『金融研究』第18巻第5号、1999年12月、pp.237-247
- 「物価と景気変動に関する歴史的考察」『金融研究』第21巻第1号、2002年3月、pp.1-34
- データ分析の新展開」、『経済研究』第54巻第1号（2003年1月刊）pp. 74-93
- 「物価連動債の市場価格より得られる情報：米国財務省物価連動債の評価」『金融研究』第23巻第1号、2004年3月、pp.63-94
- 「世代間関係から見た結婚行動」、『経済研究』第58巻第1号、2007年1月、pp.31-46 （坂本和靖との共著）
- 「家計別物価指数の構築と分析」『金融研究』第27巻第3号、2008.8、pp.91-150
- 「世代間資産移転と相続税」『経済研究』第69巻第3号、2018年7月、pp.206-226
- 「生活水準の概念と計測の再検討」『経済研究』第71巻第1号、2020年1月、pp.102-122
- “Lessons from Generational Accounting in Japan”, American Economic Review Papers and Proceedings, 1999, May (with Noriyuki Takayama) pp. 171-175.
- “Household Savings in Japan revisited”, Research in Economics, 2001, 55(2), pp.135-153.(with Noriyuki Takayama and Fumiko Arita).
- "The Big Mac Standard: A Statistical Illustration," (with Hiroshi Fujiki)  Economics Bulletin, 6(13),  pp.1-18, September 2, 2004.
- "Marriage Behavior from the Perspective of Intergenerational Relationships", The Japanese Economy, vol.34. no.4 (Winter. 2007-8) pp.76-122. (with Kazuyasu Sakamoto)
- ”Decomposition of Redistributive Effects of Japanese Personal Income Tax, 1984-2009", 2016, FinanzArchiv: Public Finance Analysis. vol.73, no.3 (September 2016), pp.334-368. (with Takeshi Miyazaki)
- "Income Tax Reforms and Redistribution by Age Group: Evidence from Japan", 2019, The Japanese Economic Review, vol.70,no.1, pp.105-122.(with Takeshi Miyazaki and Taro Ohno)
- "Can we stabilize the price of a cryptocurrency?: Understanding the Design of Bitcoin and Its Potential to Compete with Central Bank Money", 2019, Hitotsubashi Journal of Economics, vol.60, no.1, pp.41-60.(with Mitsuru Iwamura, Tsutomu Matsumoto and Kenji Saito)

## 翻訳
- ポール・クルーグマン著、『脱「国境」の経済学』、東洋経済新報社、1994年（高橋亘、妹尾美起との共訳）
- ポール・クルーグマン著、『経済政策を売り歩く人々』、日本経済新聞社、1995年（伊藤隆敏監訳、妹尾美起との共訳）
- マティアス・ドゥワトリポン、ジャン・ティロール著、『銀行規制の新潮流』、東洋経済新報社、1996年（渡辺努との共訳）
- ポール・クルーグマン著、『自己組織化の経済学』、東洋経済新報社、1997年（妹尾美起との共訳）
- ポール・クルーグマン著、『資本主義経済の幻想』、ダイヤモンド社、1998年（Collected Essays of Paul Krugman Appeared in Foreign Affairs）（監訳 北村行伸）
- アビナッシュ・ディキシット著、『経済政策の政治経済学』、日本経済新聞社、2000年刊
- トーマス・カーギル、マイケル・ハッチソン、伊藤隆敏著、『金融政策の政治経済学』（上・下）、東洋経済新報社、2002年（上巻：後藤康雄、妹尾美起他（訳）、下巻：妹尾美起、谷本和代（訳））
- ジャグディッシュ・バグワティ著、『自由貿易への道―グローバル化時代の貿易システムを求めて』、ダイヤモンド社、2004年（妹尾美起との共訳）
- ジャン・ティロール著、『国際金融危機の経済学』、東洋経済新報社、2007年